# Halictus kabindiellus
Halictus kabindiellus är en biart som beskrevs av Cockerell 1945. Halictus kabindiellus ingår i släktet bandbin, och familjen vägbin. Inga underarter finns listade i Catalogue of Life.